# Théâtre libre de Minsk
Le « Théâtre libre de Minsk » (en biélorusse : Voĺny teatar, Вольны тэатар, aussi Svabodny teatar, Свабодны тэатар) est l’expression retenue par la presse francophone,,,,,,, pour désigner le « Théâtre libre biélorusse » (russe : Белорусский свободный театр ; biélorusse : Беларускі свабодны тэатр ; anglais : Belarus Free Theatre). Le Théâtre libre biélorusse est une organisation sans personnalité juridique qui regroupe plusieurs comédiens, un metteur en scène et plusieurs administrateurs, dont les derniers la positionnent comme étant la seule troupe de théâtre clandestine dans la dernière dictature d’Europe, et la présentent comme le fer de lance, de la résistance artistique à l’esthétique officielle imposée par le régime du dictateur Alexandre Loukachenko en Biélorussie.

## Historique de la formation de la troupe

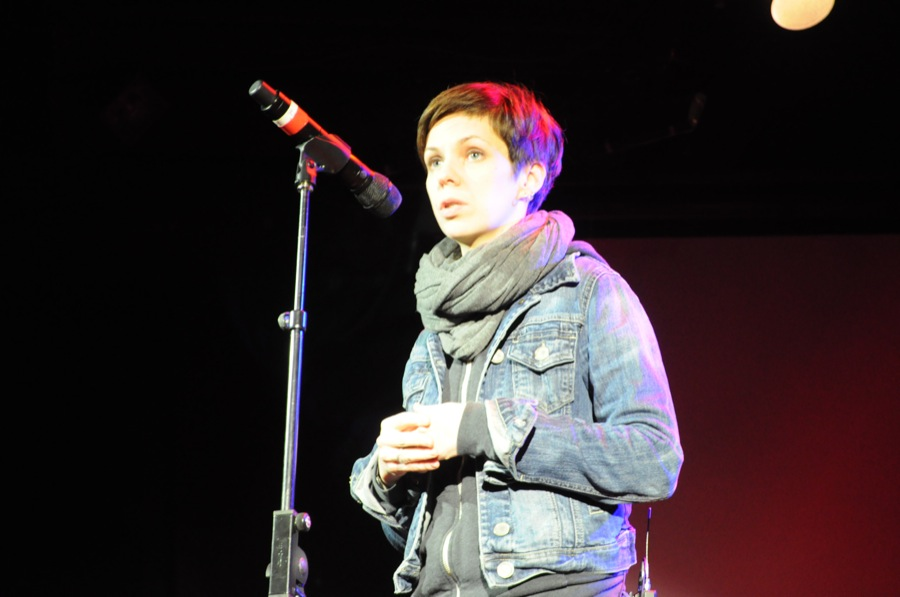
Natalia Koliada, New York, 2011

L’appellation « Théâtre libre biélorusse » a été lancée en mars 2005, à la fin du deuxième mandat présidentiel d’A. Loukachenko, par le journaliste, consultant en marketing politique et marketing des organisations non commerciales, nouvellement converti en dramaturge, Nikolaï Khalézine, ainsi que par sa femme Natalia Koliada, spécialiste de la technologie administrative de L. Ron Hubbard, élaborée par ce dernier pour la direction des églises de Scientologie.
Le projet a démarré comme un concours indépendant de dramaturgies contemporaines, bénéficiant d’entrée en jeu d’une couverture médiatique dense dans une partie de la presse d’opposition, en raison de rapports privilégiés entretenus avec le milieu relativement compact de journalistes indépendants, en Biélorussie, par Nikolaï Khalezine, qui avait successivement exercé, entre 1995 et 2001, les fonctions de vice rédacteur en chef dans plusieurs journaux indépendants. Le lancement de ce nouveau projet théâtral est survenu au moment où la dernière troupe de théâtre indépendante en Biélorussie, la « Scène libre » (biélorusse : Вольная сцэна), avait été liquidée par les autorités, et lorsque plusieurs metteurs en scène des théâtres d’État avaient commencé à travailler avec leurs acteurs dans des appartements privés. En mai 2005, les deux fondateurs du « Théâtre libre biélorusse », Natalia Koliada et Nikolaï Khalézine, qui avaient réussi à s’assurer du soutien de célébrités mondiales fortes de leur position morale, telles que Václav Havel et Tom Stoppard, ont été rejoints par le jeune metteur en scène Vladimir Scherban et le collectif de comédiens que ce dernier avait réuni autour de lui pour travailler, hors institution, sur des textes de théâtre contemporains refusés par les théâtres d’État, dont 4.48 Psychose de Sarah Kane et Some explicit polaroids de Mark Ravenhill.

## Travail artistique
Le collectif ainsi rassemblé a créé entre 2005 et 2010 neuf spectacles différents, presque tous montés par Vladimir Scherban en collaboration avec les acteurs. Le travail de la troupe se réclame d’un théâtre documentaire, social et politique, en prétendant mettre en œuvre une forme radicale, ou frontale, de la sincérité. En se basant sur les épisodes tragiques de leur propre vie, les acteurs du « Théâtre libre biélorusse » écrivent souvent eux-mêmes les textes qu’ils jouent, avec le but déclaré d’explorer leurs blessures personnelles, et afin de toucher celles du spectateur, si bien que les représentations endossent généralement une fonction thérapeutique et présentent un aspect confessionnel articulé, visant à créer une dépendance psychologique entre les présents à travers le partage d’un sentiment de honte et la sensation d’une purification commune.

## Situation pratique
Grâce à la valorisation de l’idée d’une résistance artistique à la dictature, laquelle a permis de justifier ou de faire accepter des techniques de promotion combatives, les activités du « Théâtre libre biélorusse » ont pu bénéficier d’une couverture médiatique internationale importante. Au début de 2010, la compagnie regroupe cinq comédiens professionnels, un metteur en scène, deux directeurs et deux techniciens. Elle accumule l’essentiel des subventions accordées par les ambassades occidentales aux artistes indépendants en Biélorussie. Depuis 2007, le « Théâtre libre de Minsk » loue une maison vétuste dans un quartier modeste de la capitale, réaménagée en un outil de travail, où ont lieu toutes les répétitions, toutes les représentations, et la plupart des interviews données par les représentants de la troupe à la presse occidentale et la presse indépendante locale.

## Projet pédagogique
Au début de 2009, grâce au soutien financier de l’ambassade de Grande-Bretagne en Biélorussie, le « Théâtre libre de Minsk » s’est doté d’un projet de formation appelé « le studio Fortinbras » et destiné aux étudiants locaux sans expérience théâtrale. Natalia Koliada et Nikolaï Khalézine, qui constituent un couple conjugal, et qui se définissent respectivement comme « directrice générale » et « directeur artistique » du « Théâtre libre de Minsk », y enseignent eux-mêmes le marketing, le management des organisations culturelles et la dramaturgie. Le but déclaré de ce projet d’enseignement est la « formation d’un créateur universel : d’un homme qui saura tout faire – écrire, mettre en scène, jouer – et sera capable de proposer son produit artistique pour la réalisation dans n’importe quel pays du monde ». À côté de cela, il est précisé que « le “Théâtre libre” biélorusse n’est intéressé qu’à la formation du personnel pour le travail dans son propre collectif ». En décembre 2009 les dirigeants de la troupe ont annoncé un nouveau recrutement pour le studio, en déclarant que sur les trente étudiants recrutés depuis la création du projet « Fortinbras » presque tous ont été « éliminés ». Selon les données qui n’ont pas été relayées par les sources secondaires, la majeure partie des étudiants du projet « Fortinbras » ont pris la décision de quitter le studio au début de 2010 pour des raisons relatives aux méthodes d’enseignement, au contenu des matières et au type du rapport enseignant/étudiant entretenu par le couple des directeurs[réf. nécessaire]. Natalia Koliada et Nikolaï Khalézine ne possèdent aucune éducation professionnelle dans les disciplines et les matières qu’ils enseignent. Natalia Koliada est diplômée d’un master de la faculté d’Histoire de l’université pédagogique de Minsk; elle a également suivi des cours de management et de gestion des affaires auprès des cycles de formation scientologues à Moscou, ainsi qu’au « Hubbard College américain », une école non accréditée qui enseigne le management en utilisant les méthodes développées par le fondateur de l’Église de scientologie L. Ron Hubbard. Nikolaï Khalézine ne possède aucune éducation supérieure, ni aucune éducation spécialisée en matière de dramaturgie, de mise en scène ou d’art de comédien. Plusieurs membres permanents du «Théâtre libre biélorusse», dont une actrice et deux administrateurs, ont quitté la troupe fin 2009, après avoir découvert le lien direct de ses directeurs avec la scientologie[réf. nécessaire].

## Reconnaissance internationale
Le premier pays ayant exprimé sa solidarité avec le « Théâtre libre biélorusse » a été la Lettonie. La toute première tournée étrangère de la compagnie a eu lieu en novembre 2005 sur la scène du « Nouveau Théâtre de Riga » dirigé par Alvis Hermanis, lauréat de la XIe édition du prix Europe pour le théâtre.
Remarqué en mai 2006 au Festival de théâtre de Berlin, le « Théâtre libre biélorusse » a débuté sur la scène française le même mois à la Maison d’Europe et d’Orient. Par la suite, entre novembre 2006 et mai 2007, la troupe a été invitée au Festival « Passages » du CDN de Nancy, au festival « Backstage » de la Comédie de Saint-Étienne, et à une résidence artistique au Théâtre-Studio de Christian Benedetti.
La troupe est parrainée par le dramaturge britannique Sir Tom Stoppard et l’ex-président de la République tchèque Václav Havel. Leur soutien au « Théâtre libre biélorusse » ont également proclamé le dramaturge américain Arthur Kopit, le Lark Play Development Centre américain, l’Union des dramaturges écossaise, les compagnies et les organisations membres de l’IETM (Réseau international des arts du spectacle), du TEH (Réseau européen des centres culturels indépendants) et de la Convention théâtrale européenne, dont le « Théâtre libre biélorusse » est devenu membre à part entière en avril 2007.
En décembre 2007, la troupe biélorusse a été récompensée par le Prix des Droits de l’Homme de la République française dans la nomination « liberté d’expression ».
En avril 2008, sur proposition de Tom Stoppard, Václav Havel et Harold Pinter, à Thessalonique le collectif a reçu des mains de Georges Banu et sous la présidence de Jack Lang une mention spéciale du Xe Prix Europe Réalités Théâtrales, dans la XIIe édition du prix Europe pour le théâtre.

## Discours de la compagnie
Selon le discours formulé par les directeurs de la troupe Natalia Koliada et Nikolaï Khalézine, notamment dans les interviews données à la presse occidentale et dans les textes qu’ils publient eux-mêmes, sous les pseudonymes d’Anna Makovskaya et de Nikita Yarin respectivement, sur le site web de la compagnie, l’action du « Théâtre libre biélorusse » s’inscrirait dans le cadre d’un conflit esthétique avec le système symbolique d’inspiration soviétique, au service des autorités biélorusses; elle viserait à promouvoir un théâtre contemporain et un théâtre d’actualité, pour susciter des prises de position citoyennes, une interrogation poussée sur la société biélorusse, ainsi qu’une prise en compte de la réalité des problèmes sérieux du monde et des sociétés humaines en général; elle se proposerait également d’inscrire le théâtre biélorusse dans le mouvement théâtral européen, ainsi que de promouvoir les idées de société ouverte, de diversité culturelle et d’identité européenne; elle s’inspirerait des exemples tchécoslovaque et polonais où les mouvements de protestation étaient partis des milieux artistiques indépendants et où la contre-culture avait constitué un levier important dans les processus de transition démocratique.

## Évaluation des répressions
La presse biélorusse officielle, contrôlée par les autorités, n’écrit aucun article sur le « Théâtre libre », et ce dernier n’est pas l’objet de campagnes de diffamation par la propagande d’État, contrairement à de nombreux autres artistes contestataires en Biélorussie. Malgré le fait que la compagnie crée effectivement du théâtre actuel dans les conditions d’une société répressive, les aspects les plus répressifs cette société ne la concernent que de manière indirecte, en dépit de l’engagement politique affiché de ses directeurs ; si bien que l’estimation répandue dans la presse internationale sur les répressions dont les membres de cette troupe seraient victimes, de même que le degré de sa clandestinité, sont largement surévalués.
Seuls deux membres du « Théâtre libre biélorusse » ont fait un séjour en prison ; dans les deux cas il a été question d’une peine administrative égale ou inférieure à sept jours pour participation à une manifestation non autorisée, et non pas pour participation aux activités de la troupe. Aucun membre de la troupe ne s’est vu refuser par les organes administratifs le renouvellement de son passeport, ou l’apposition du tampon autorisant la sortie du pays. La troupe fait des tournées fréquentes à l’étranger, mais elle n’a jamais fait face à des empêchements de la part des douaniers ou des gardes-frontières, malgré le transport de bagages volumineux avec les accessoires des spectacles. Contrairement à la plupart des associations indépendantes fonctionnant en Biélorussie, le « Théâtre libre » n’a jamais entrepris une tentative d’enregistrement officiel, pouvant lui conférer une personnalité juridique, ni auprès des autorités biélorusses, ni auprès de celles d’aucun pays limitrophe de l’Union européenne.
Les dirigeants de l’organisation indiquent dans la plupart des interviews que le 22 août 2007 le « Théâtre libre biélorusse » aurait été « arrêté » en pleine représentation avec l’ensemble des spectateurs. En réalité, selon les estimations de la presse indépendante autochtone, il n’a été question ni d’une arrestation (qui, en Biélorussie également, constitue un acte de droit pénal), ni d’une mise en garde à vue, ni d’une interpellation, mais « d’un contrôle d’identité de police administrative » qui, selon le droit biélorusse, ne doit pas dépasser trois heures et se déroule sans rédaction du procès-verbal. Toutefois, ce contrôle d’identité s’est produit avec des infractions des règles de procédure administrative par la police, dont les actions présentaient en outre une allure assez absurde, ce qui a suscité une réaction d’indignation de la part de la communauté démocratique biélorusse, ainsi qu’une série d’articles dans la presse internationale. Notamment, ce contrôle d’identité a provoqué la présence sur les lieux de trois structures différentes (forces anti-émeutes, police conventionnelle, le KGB) et le partage des compétences entre elles portait un caractère nettement désorganisé ; un groupe de près de 50 personnes, comprenant les acteurs, les spectateurs autochtones et des citoyens étrangers, a été transporté dans la salle des fêtes du poste de police central de l’arrondissement Soviétique de Minsk par un bus des forces anti-émeutes, en vue de recensement des données personnelles, lequel a duré, pour certains, près de cinq heures, c’est-à-dire avec infraction de la procédure légale. Les dirigeants du « Théâtre libre biélorusse » présentent cet épisode comme une opération planifiée des autorités et un exemple des répressions systématiques contre leur compagnie. Toutefois, les actions des forces de l’ordre témoignent plutôt du caractère non prémédité et impréparé de ce contrôle d’identité. Dans les interviews pour la presse autochtone indépendante, les représentants du Ministère de l’Intérieur biélorusse ont précisé qu’il a été décidé d’envoyer sur les lieux une brigade des forces anti-émeutes à la suite d'un appel anonyme qui alertait sur la taille considérable du groupe rassemblé ainsi que sur le bruit de rafales (ce qui n’est pas étonnant, puisque le spectacle « Onze débardeurs » sur le texte d’Edward Bond, qui avait été monté par le metteur en scène invité Christian Benedetti avec les comédiens du « Théâtre libre », fait intervenir des fusils à air comprimé en action). La police avait également supposé qu’il s’agissait d’une réunion de secte religieuse. La presse d’État n’a donné aucune couverture de cet évènement, et les précisions concernant les conditions de contrôle d’identité n’ont été exprimées par les représentants du ministère de l’Intérieur biélorusse que dans quelques interviews isolées pour la presse autochtone indépendante, tandis que la version d’une « arrestation » planifiée et de répressions systématiques, formulée par les dirigeants du « Théâtre libre biélorusse », a été reproduite dans la presse internationale et est devenue dominante.

## Positionnement politique
Paradoxalement, le « Théâtre libre » pourrait en ceci jouer le jeu du régime dictatorial biélorusse que ses directeurs font partie d’une opposition radicale russophone laquelle assure une fonction essentielle pour le maintien des autorités en place, notamment en discréditant aux yeux du reste de l’opposition des leaders plus consensuels, capables de fédérer des solidarités larges, et d’autre part parce que cette image radicale de l’opposition est instrumentalisée par la propagande d’État pour dissuader la population de tout changement politique. Les directeurs du « Théâtre libre biélorusse » occupent une place centrale au sein de l’opposition radicale russophone, parce qu’ils entretiennent des relations privilégiées[réf. nécessaire] avec la principale organisation qui la représente, la « Charte’97 », et dont Nikolaï Khalézine intègre le comité d’organisation. Le caractère radical de cette partie de l’opposition biélorusse se traduit par les particularités suivantes : elle refuse tout dialogue avec le régime en place, faisant valoir que ce dernier est criminel et « totalitaire » ; elle affirme que le changement du régime ne peut se faire que par le biais des actions de rue ; elle aspire à un changement sociopolitique radical et rapide, de sorte que la Biélorussie puisse intégrer l’OTAN et devenir membre de l’Union européenne en 2016 ou 2017 ; elle entretient des relations tendues avec les ambassades de l’Europe occidentale en Biélorussie et compte parmi ses sources de financement privilégiées les fondations anglo-saxonnes, et notamment le German Marshall Fund of the United States ; elle se positionne comme une opposition hautement morale et exploite de manière la plus active le thème des disparus politiques en Biélorussie, en insistant sur l’hypothèse d’une responsabilité personnelle d’Alexandre Loukachenko des meurtres en question. À la cérémonie de réception du Prix des Droits de l’homme de la République française, qui s’est tenue au Quai d'Orsay le 12 décembre 2007 sous la présidence de Rama Yade, la directrice du « Théâtre libre » Natalia Koliada a notamment déclaré, en russe, que « Loukachenko a tué les gens dans son pays ». Dans sa pièce « Génération Jeans », le directeur artistique du « Théâtre libre biélorusse » Nikolaï Khalézine raconte les liens qui l’attachent aux principales figures de l’opposition radicale russophone en Biélorussie, telles que le coordinateur de la « Charte’97 » Andrei Sannikov, sa femme, journaliste connue, Irina Khalip, le coordinateur de l’initiative civique « Biélorussie européenne » Dimitri Bondarenko, et la présidente de l’association « Nous nous souvenons », consacrée aux disparitions politiques, Irina Krassovskaïa. On y apprend notamment qu’Irina Krassovskaïa, la veuve de l’un des disparus politiques Anatoly Krassovsky – actuellement mariée à Bruce Jackson, figure importante du néo-conservatisme américain, président du Projet pour les démocraties en transition et artisan d’ombre de l’élargissement de l’OTAN – est marraine de la fille de la directrice du « Théâtre libre biélorusse » Natalia Koliada. 
Le 29 juin 2007, le « Théâtre libre biélorusse » s’est produit avec son spectacle « Génération Jeans » à l’hôtel luxueux de Schloss Elmau, dans le massif de Wetterstein, en Bavière, dans le cadre d’une conférence du German Marshall Fund of the United States sur les affaires transatlantiques intitulée « Valeurs communes et défis partagées : politiques, économies et cultures en Amérique et en Europe à l’ère de la globalisation ». En été 2008, le « Théâtre libre biélorusse » a produit le spectacle « En découvrant l’amour », mis en scène par Nikolaï Khalézine, et qui est consacré à la relation amoureuse entre Irina Krassovskaya et son mari Anatoli Krassovski, ainsi qu’à la tragédie provoquée par la disparition de ce dernier. Le spectacle se base sur les entretiens réalisés par Natalia Koliada avec Irina Krassovskaya et passés sous la rédaction littéraire de Nikolaï Khalézine ; il vise, de manière assez instrumentale, à produire chez le public une prise de position citoyenne par le biais de la profonde émotion qu’il tend à susciter. Durant 2009 et 2010, en rapport avec l’annonce de la participation d’Andrei Sannikov à la présidentielle de 2011, Irina Krassovskaya a figuré à ses côtés aux réunions des programmes financés par le Marshall Fund américain, telles que le Halifax International Security Forum et le Brussels Forum.
Le « Théâtre libre de Minsk » a bénéficié d’une position privilégiée sur le champ médiatique indépendant en Biélorussie, en raison des rapports clientélistes étroits de ses directeurs avec les chefs du site web d’opposition biélorusse le plus visité et le moins soucieux de l’éthique journalistique, la « Charte’97 », lequel, dès le lancement du projet « Théâtre libre biélorusse » a constamment reproduit les textes publiés par les directeurs de la compagnie sur le site web de cette dernière ou sur le blog de Nikolaï Khalézine, sans ajouts ni modifications, et souvent sans signature. Irina Khalip, journaliste biélorusse connue et épouse du chef de la « Charte’97 » Andrei Sannikov, a plusieurs fois publié ses propres articles sur le « Théâtre libre biélorusse ». De nombreux articles sur le « Théâtre libre biélorusse » ont été rédigés par la rédactrice de la « Charte’97 », Natalia Radina. Les directeurs du « Théâtre libre » ont à maintes reprises renvoyé l’ascenseur aux dirigeants de la « Charte’97 », en nommant ceux derniers à différents prix internationaux, comme le Freedom to Create Prize institué par une des plus grandes sociétés d’investissement sur le marché financier britannique, l’« Orient Global », le milliardaire Richard F. Chandler et sa fondation « philanthropique » qui relie étroitement une vision instrumentaliste du changement social à un discours apologique sur la créativité humaine; ou encore comme le « Freedom of Expression Awards » institué par Index on Censorship ; ou bien encore lorsque les directeurs du « Théâtre libre » Natalia Koliada et Nikolaï Khalézine ont endossé la fonction des conseillers en relations publiques pour la campagne présidentielle d’Andrei Sannikov.

## Œuvres
- Génération Jeans, Nous. Bellywood et Elles en ont rêvé..., L'Espace d'un instant, Paris, 2007

## Film documentaire
- 2013 : Dangerous Acts Starring the Unstable Elements of Belarus, film documentaire de Madeleine Sackler